# Mistrzostwa Europy w Lekkoatletyce 1986 – chód na 10 km kobiet
Chód na 10 kilometrów kobiet był jedną z konkurencji rozgrywanych podczas XIV mistrzostw Europy w Stuttgarcie. Został rozegrany 26 sierpnia 1986 roku. Zwyciężczynią tej konkurencji została reprezentantka Hiszpanii Mari Cruz Díaz. W rywalizacji wzięły udział dwadzieścia cztery zawodniczki z dwunastu reprezentacji. Konkurencję te rozegrano po raz pierwszy na mistrzostwach Europy.

## Rekordy
| Rekord świata | Yan Hong (CHN)      | 44:14 | Jian, Chiny | 16.03.1985 |
| Rekord Europy | Olga Krisztop (SUN) | 44:23 | Penza, ZSRR | 23.08.1986 |

## Wyniki

### Finał
| Miejsce | Zawodniczka           | Czas  | Uwagi |
| ------- | --------------------- | ----- | ----- |
| 1       | Mari Cruz Díaz        | 46:09 | CR    |
| 2       | Ann Jansson           | 46:14 |       |
| 3       | Siw Ibáñez            | 46:19 |       |
| 4       | Jelena Rodionowa      | 46:28 |       |
| 5       | María Reyes Sobrino   | 46:35 |       |
| 6       | Lidija Lewandowska    | 46:36 |       |
| 7       | Aleksandra Grigoriewa | 47:16 |       |
| 8       | Monica Gunnarsson     | 47:34 |       |
| 9       | Dagmar Grimmenstein   | 47:37 |       |
| 10      | Mirva Hämäläinen      | 47:50 |       |
| 11      | Kjersti Tysse         | 48:28 |       |
| 12      | Suzanne Griesbach     | 48:32 |       |
| 13      | Dana Vavřačová        | 48:46 |       |
| 14      | Lisa Langford         | 49:21 |       |
| 15      | Beverley Allen        | 49:50 |       |
| 16      | Sirkka Oikarinen      | 50:23 |       |
| 17      | Gunhild Kristiansen   | 50:50 |       |
| 18      | Mária Urbanik         | 51:05 |       |
| 19      | Synnøve Olsen         | 51:18 |       |
| 20      | Christine Tømmernes   | 51:19 |       |
| 21      | Renate Warz           | 51:41 |       |
| –       | Helen Elleker         | DQ    |       |
| –       | Ildikó Ilyés          | DQ    |       |
| –       | Karin Jensen          | DQ    |       |